# Grande mela

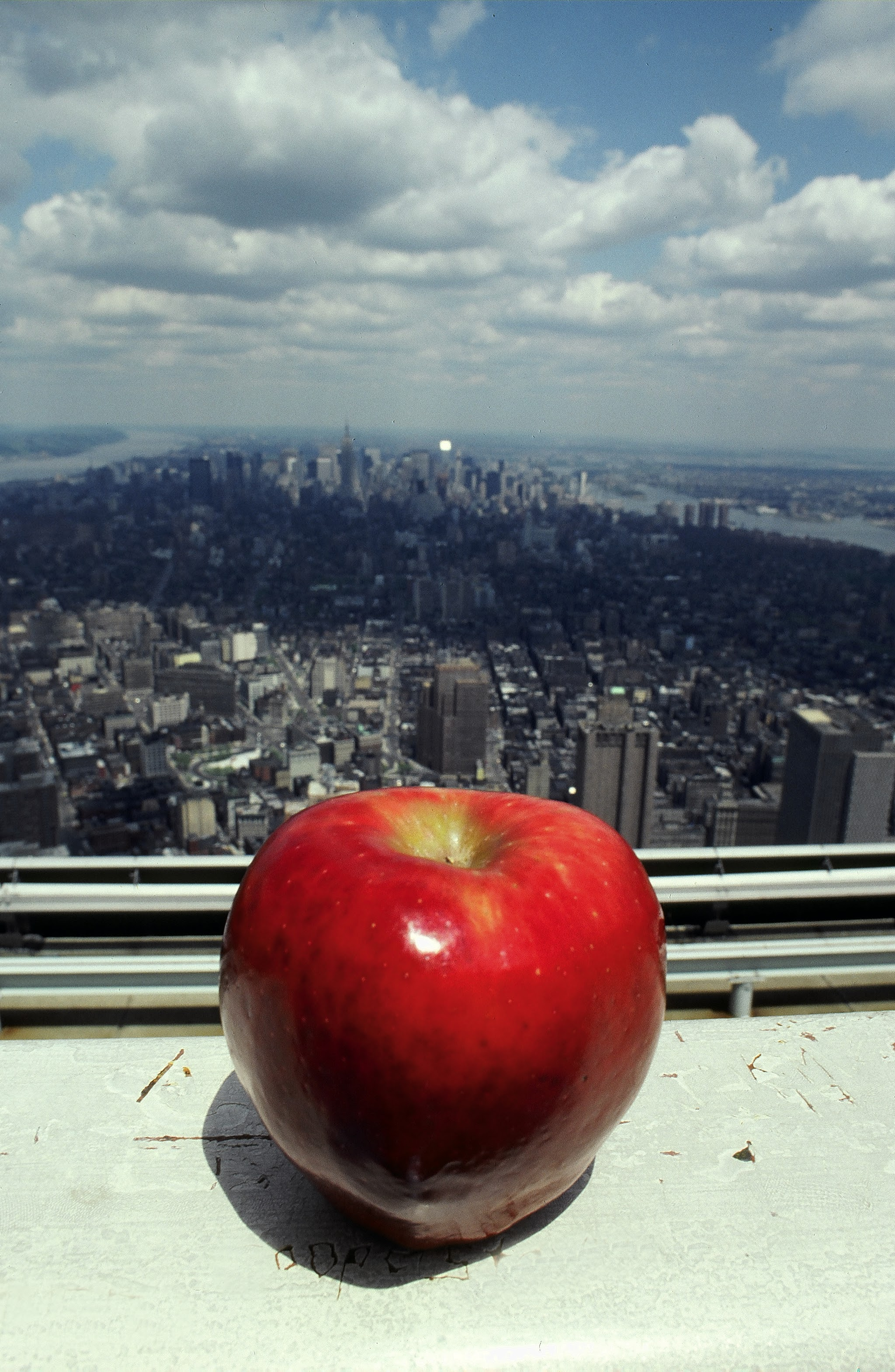
New York

L'espressione "Grande mela" ("Big Apple" in inglese) è utilizzata per definire colloquialmente la città di New York. Fu resa popolare negli anni venti del XX secolo dal cronista sportivo John J. Fitz Gerald.

## Origine del nome
La prima menzione dell'espressione compare nel 1909, nel libro The Wayfarer in New York di Edward S. Martin, in cui viene citata la frase: "Lo stato di New York è un melo, con le radici nella valle del Mississippi". Negli anni venti il termine fu riproposto sul quotidiano The Morning Telegraph dal cronista sportivo John J. Fitz Gerald (1893-1963), che si riferiva all'ippodromo di New York, volendolo intendere come "il sogno di qualunque giovanotto che abbia gettato una gamba in groppa ad un purosangue e la meta di ogni fantino".
Negli anni settanta il soprannome fu reso ulteriormente popolare da una campagna di promozione turistica della città. Nel 1997 il sindaco Rudolph Giuliani, per rendere omaggio al giornalista che aveva reso famoso il soprannome, battezzò "Big Apple Corner" l'angolo tra la West 54th Street e Broadway, dove John J. Fitz Gerald aveva abitato dal 1934 al 1963.